# Elk Plain
Elk Plain az Amerikai Egyesült Államok északnyugati részén, Washington állam Pierce megyéjében elhelyezkedő statisztikai település. A 2010. évi népszámlálási adatok alapján 14 205 lakosa van.
Elk Plain iskoláinak fenntartója a Betheli Tankerület.

## Népesség
A település népességének változása:
| Lakosok száma | 15 697 | 14 205 | 14 534 |
|               | 2000   | 2010   | 2020   |

## Fordítás
- Ez a szócikk részben vagy egészben  az   Elk Plain, Washington című angol Wikipédia-szócikk ezen változatának fordításán alapul.  Az eredeti cikk szerkesztőit annak laptörténete sorolja fel. Ez a jelzés csupán a megfogalmazás eredetét és a szerzői jogokat jelzi, nem szolgál a cikkben szereplő információk forrásmegjelöléseként.